# 伍德伯里 (喬治亞州)
伍德伯里（英語：Woodbury）是一個位於美國喬治亞州梅里韋瑟縣的城市。

## 地理
伍德伯里的座標為33°58′50″N 84°34′52″W / 33.98056°N 84.58111°W，而該地的平均海拔高度為252米（即827英尺）。

## 人口
根據2010年美國人口普查的數據，伍德伯里的面積為5.20平方千米，當中陸地面積為5.20平方千米，而水域面積為0.00平方千米。當地共有人口961人，而人口密度為每平方千米184.81人。